# Pteroscion
Pteroscion is een monotypisch geslacht van straalvinnige vissen uit de familie van de ombervissen (Sciaenidae), orde baarsachtigen (Perciformes). 

## Soort
- Pteroscion peli – Boe-ombervis